# 대서양주의

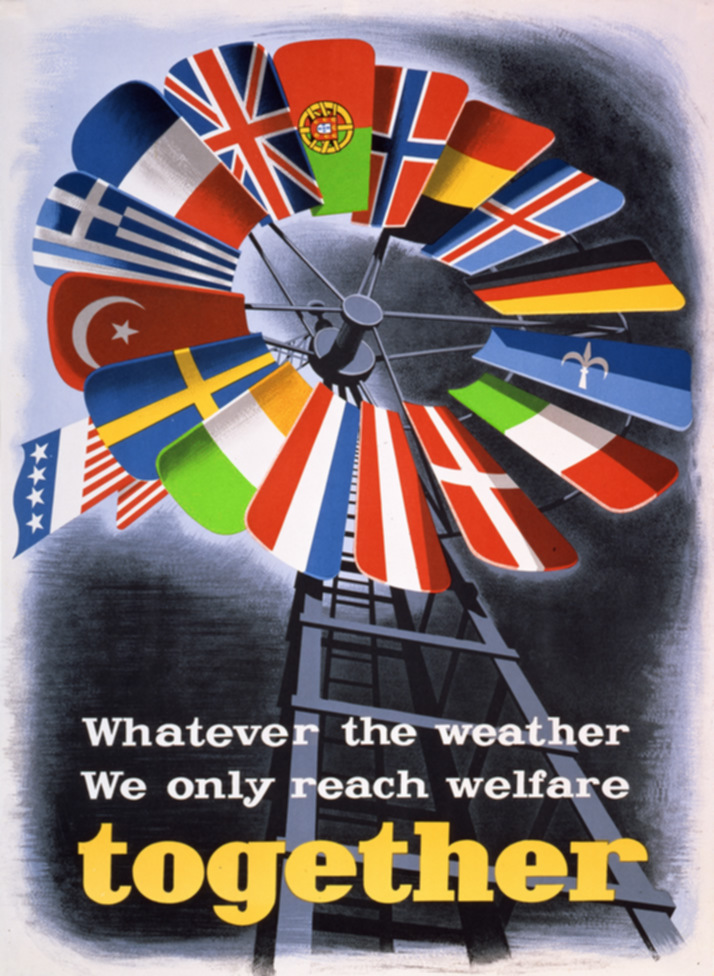

대서양주의(Atlanticism)는 미국과 캐나다, 그리고 유럽(본래는 서유럽과 남유럽의 민주주의 국가를 주로 하나 넓게는 팽창주의적 독재 국가인 러시아를 제외한 유럽 대부분의 지역을 포함) 국가 간의 긴밀한 관계를 지향하는 것을 의미한다.  해당 지역의 국가들이 정치, 경제 및 국방 문제와 관련하여 서로 협력하여 국가의 안보와 번영을 유지하고 그들을 사회적, 경제적, 정치적으로 통합하여 공통된 가치를 보호 할 것이라는 믿음에서 비롯되었다. 이 용어는 북미와 유럽을 구분하는 대서양에서 유래되었다.
대서양주의는 제2차 세계 대전과 전후 냉전 시대에서 다양한 유로-대서양 제도, NATO와 마셜 플랜 등을 통해 가장 강력하게 나타났다.
대서양주의와 관련된 국제 기구로는 북대서양 조약 기구, 경제협력 개발 기구, 그룹 오브 세븐, 유로-대서양 공동 협의회(EAPC) 등이 있다.

## 같이 보기
- 자유민주주의
- 서방권
- 평화주의
- 친미파
- 유라시아주의, 반대서양주의